# Каратыгин, Иван Александрович
Ива́н Алекса́ндрович Караты́гин (род. 17 января 1982, Владимир, СССР) — российский футболист, защитник.

## Карьера
Воспитанник владимирского «Торпедо». Первый тренер — Н. А. Латин. В детстве учился и дружил вместе с будущим игроком сборной России Денисом Евсиковым. По амплуа центральный полузащитник. Дебютировал в основной команде 10 июня 1999 года в игре против команды «Спартак-Чукотка». Первый гол в «Торпедо» забил 7 октября 2002 года шуйскому «Спартаку-Телекому». Всего в первенствах России в составе «Торпедо» провёл 315 игру, забил 36 голов. Перед сезоном 2011/12 стал капитаном команды. 3 августа 2012 года был заявлен за саратовский «Сокол». В июне 2013 года вернулся во владимирское «Торпедо». Летом 2018 года покинул клуб.
В 2023 году — игрок «Уральца» — команды-участницы чемпионата Москвы среди ЛФК в рамках любительского первенства России.
С февраля 2024 года — директор ФК «Торпедо» (Владимир), в 2021—2022 годах работал в клубе качестве помощника директора по спортивной работе.

## Достижения
Командные
- Победитель турнира второго дивизиона зоны «Запад»: 2004, 2010

Личные
- Лучший защитник зоны «Запад»: 2010.